# Vacuna contra el VIH
La vacuna contra el VIH tiene el propósito de proteger a las personas que no están infectadas con VIH de contraer ese virus, o de tener un efecto terapéutico para las personas infectadas con VIH. Actualmente no existe una vacuna eficaz contra el VIH, pero múltiples ensayos clínicos buscan crear una.

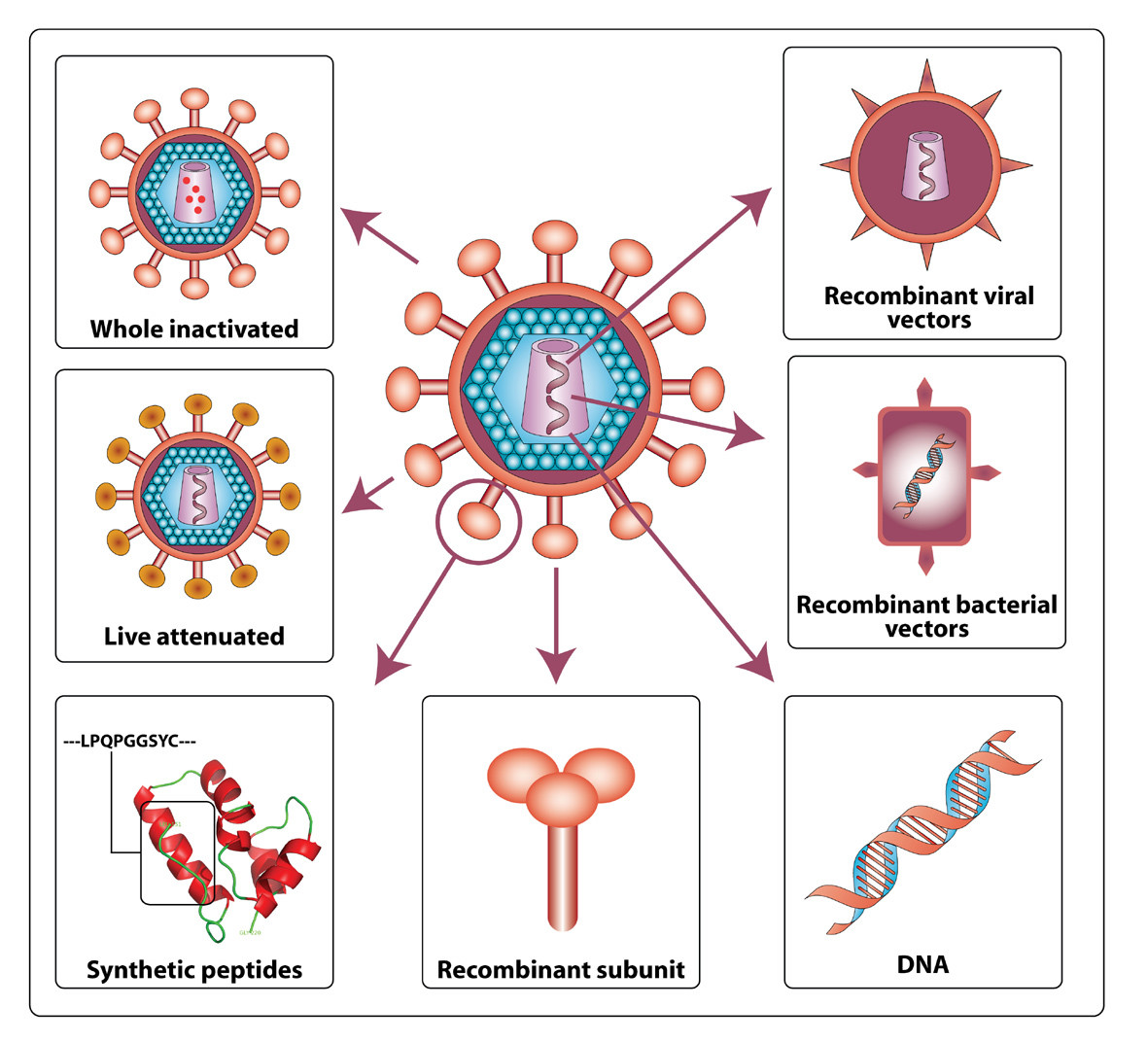
Varios enfoques para el desarrollo de vacunas contra el VIH.

## Descripción general
En la actualidad se encuentran disponibles tratamientos médicos alternativos a una vacuna. La terapia antirretroviral altamente activa (HAART, por sus siglas en inglés) ha demostrado ser beneficiosa para muchas personas infectadas con el VIH, incluyendo mejorar la salud, incrementar la expectativa de vida, controlar la carga viral y la prevención de la transmisión durante el parto o a parejas sexuales. La terapia antirretroviral debe ser tomada crónicamente, de forma diaria y sin interrupciones, para ser efectiva y no cura la infección.
Existen diversos métodos para la prevención de la transmisión de VIH, entre ellos el uso de preservativos y campos de látex de forma correcta y consistente, y esquemas antirretrovirales (profilaxis preexposición y profilaxis post-exposición). La introducción de medidas de sexo seguro para detener la transmisión del VIH ha resultado difícil en los países más afectados.
El enfoque clásico de los esquemas de vacunación, que se basa en la adaptabilidad inmunológica de reconocer las proteínas de la envoltura de los virus, si bien es exitoso en la prevención de otras enfermedades infecciosas ha demostrado ser inefectivo contra el VIH.
Diversos factores hacen que el desarrollo de una vacuna contra el VIH sea diferente al de las vacunas clásicas:
- Los epítopos de la envoltura viral del VIH son más variables que los de la envoltura viral de otros virus. Además, la funcionalidad de los epítopos de la proteína de envoltura gp120 están enmascarados por glicosilación y cambios conformacionales.
- El VIH es un virus altamente mutable: debido a la gran habilidad del virus de responder a las acciones del sistema inmune, la carga viral en una persona infectada típicamente evoluciona de manera tal que puede evadir dos de los mayores mecanismos del sistema inmunitario adquirido: inmunidad humoral (mediado por anticuerpos) e inmunidad celular (mediado por células T).
- La tasa de variabilidad del VIH es alta debido a la alta tasa de error de la transcriptasa inversa y a otros mecanismos como la recombinación genética, que origina nuevos subtipos y virus "mosaico" entre distintos subtipos. Por lo tanto las respuestas inmunes generadas por una vacuna deben ser lo suficientemente amplias como para tener en cuenta esta variabilidad a fin de ser efectiva.[6]

Las dificultades para estimular una respuesta de anticuerpos confiable han conducido a los intentos de desarrollar una vacuna terapéutica que estimule una respuesta de los linfocitos T.
Otra respuesta al desafío ha sido crear un único péptido que contenga los componentes menos variables de todas las cepas de VIH conocidas.

## Estudios clínicos a la fecha

### Fase 1

#### Vacunas preventivas
En 2011, investigadores del Centro Nacional de Biotecnología CNB-CSIC en Madrid publicaron los resultados del estudio clínico de fase 1 de la vacuna MVA-B. En el 92% de los voluntarios la vacuna indujo una respuesta inmune CD4 y CD8+ específicas frente al VIH.
En 2016, se publicaron los resultados del estudio Fase 1 de la primera vacuna que utiliza una versión desactivada del VIH-1, SAV001, desarrollada por el Dr. Chil-Yong Kang y su equipo de investigación en la Universidad de Oeste del Schulich School of Medicine & Dentistry de Canadá. El estudio, conducido en Canadá en 2012, demostró un buen perfil de seguridad e indujo la producción de anticuerpos para VIH-1 en los participantes.

### Fase 2

#### Vacunas preventivas
En 2016 se iniciaron los primeros estudios fase 2b de vacunas con anticuerpos monoclonales para la prevención de la infección por VIH. Los estudios HVTN 703 y HVTN 704 evalúan VRC01, un anticuerpo monoclonal que se enfoca en el sitio de unión para CD4.
En 2017, Janssen y HVTN lanzaron el estudio clínico fase 2b llamado HVTN705/Imbokodo, que evalúa un régimen de vacunación basado en antígenos mosaico (Ad26.Mos4.HIV y gp140 de Clado C adyuvado por fosfato de aluminio) en mujeres sin infección por VIH en Sudáfrica, Malawi, Mozambique, Zambia y Zimbawe entre los 18 y los 35 años. Se esperan los resultados del estudio para 2022.

#### Vacunas terapéuticas
Biosantech desarrolló una vacuna terapéutica llamada Tat Oyi, que se dirige a la proteína tat del VIH. Se probó en Francia en un ensayo doble ciego de Fase I / II con 48 pacientes VIH positivos que habían alcanzado la supresión viral en la terapia antirretroviral altamente activa y luego suspendieron los antirretrovirales después de recibir la vacuna intradérmica Tat Oyi.

### Fase 3

#### Vacunas preventivas
En 2009 finalizó el estudio de eficacia RV144 en Tailandia. El régimen de vacunación consistió en una primera vacuna con el virus vector Canarypox que cuenta con tres genes sintéticos del VIH, seguido por inoculaciones de refuerzo con dos proteínas de envoltura recombinantes de VIH, clado B y clado E. Fueron enrolados más de 16000 participantes y el estudio fue diseñado para evaluar la habilidad de la combinación de vacunas para prevenir la infección con VIH, así como también para reducir el nivel de RNA de VIH en sangre de los participantes que adquirieron VIH. El régimen demostró una eficacia del 30% en la prevención de la infección con VIH.
En 2016, se lanzó en Sudáfrica el ensayo de fase IIb-III HVTN702/Uhambo. HVTN702 está probando vacunas similares a las usadas en RV144 pero adaptadas para el subtipo de VIH común en la región donde ocurren la mayoría de las nuevas infecciones de VIH, el África subsahariana. El estudio evalúa si el régimen es eficaz para prevenir la infección por VIH en adultos. Se esperan los resultados del estudio para fines del año 2020.